# Domino
För andra betydelser, se Domino (olika betydelser).

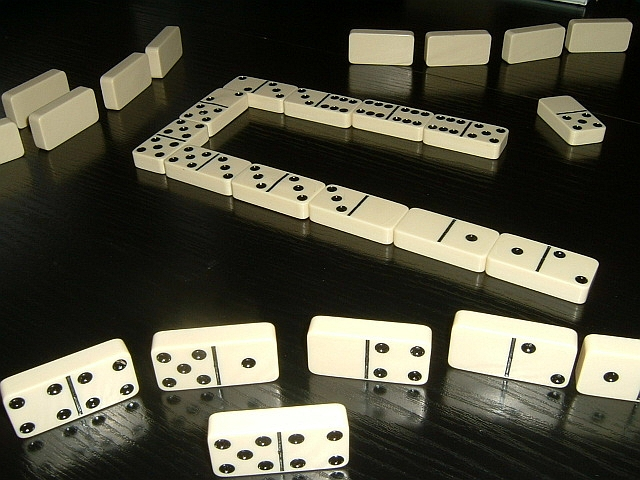
Ett pågående parti domino.

Domino är ett sällskapsspel, eller egentligen en hel grupp av spel, som spelas med rektangulära brickor, vilkas framsidor är delade i två fält, markerade med olika antal prickar eller "ögon", som på en tärning. Den grundläggande spelprincipen i de flesta av dominospelen är att lägga brickorna i en rad med samma antal ögon mot varandra.

## Brickorna
Vanligtvis består en speluppsättning av 28 brickor, där varje bricka har en unik kombination av lägst 0 och högst 6 ögon. Det förekommer även uppsättningar med 55 brickor (med 0–9 ögon) och med 91 brickor (med 0–12 ögon). Baksidorna är neutrala och ofta svarta, och det är möjligt att de har ansetts likna det klädesplagg som kallas domino, vilket på så vis gett spelet dess namn.
Dominobrickor är oftast tillverkade av plast eller trä, men genom historien har också bland annat ben, elfenben, ebenholts och bleckplåt använts. Eftersom brickorna är så tjocka att de kan stå på högkant, har det blivit ett populärt nöje att använda dem till att ställa upp på rad, fälla den första brickan och sedan låta brickorna successivt välta varandra. Detta förfarande har gett upphov till begreppet dominoeffekt.

## Historia
Domino har sitt ursprung i Kina, där man vid någon tidpunkt kommit på att låta speciella brickor representera resultatet av ett kast med två tärningar. Det finns skriftliga källor som visar att domino hade blivit ett existerande och utbrett spel senast under 1100-talet. I Europa är domino känt sedan 1500-talet, men den nuvarande formen uppstod i Italien i början av 1700-talet.
Kinesiska brickuppsättningar skiljer sig från de västerländska främst genom att de saknar brickor med blanka fält, det vill säga fält utan ögon, och genom att vissa av brickorna finns i två exemplar.

## Spelregler
I den traditionella spelformen av domino används 28 brickor (alltså med 0–6 ögon). Varje deltagare tar ett överenskommet antal (vanligtvis sex) brickor och ställer dem på kant framför sig utan att visa dem för motspelarna. De överblivna brickorna ligger kvar på bordet och utgör högen. Spelet börjar med att den som har den högsta dubbelbrickan (en dubbelbricka är en bricka som har samma antal ögon i båda fälten) lägger ut denna. Nästa spelare i tur lägger till en av sina brickor på så sätt att lika antal ögon kommer att ligga intill varandra. Spelet fortsätter med att spelarna i tur och ordning lägger en bricka som på samma sätt passar in i den ena eller andra änden av brickraden. Dubbelbrickorna brukar man lägga på tvären för att de ska synas bättre.
En spelare som inte har någon bricka som går att lägga ut måste köpa, det vill säga plocka brickor ur högen tills en användbar bricka kommer upp. Om det inte längre finns några brickor kvar i högen, får man stå över sin tur.
Den som först blir av med alla sina brickor utropar "domino!" och vinner partiet. Om ingen av spelarna kan lägga någon bricka och högen är slut, vinner den som har det minsta sammanlagda antalet ögon på sina återstående brickor.
Åtskilliga andra spelformer av domino finns – några av dem är listade nedan.

## Lista över dominospel
- Bergen
- Blind Hughie
- Kinesiskt domino
- Koncentration
- Matador
- Mexican train
- Muggins
- Sebastopol
- Sticktagningsdomino